# 팔루 디아네
세리그네 팔루 디아네(프랑스어: Serigne Fallou Diagne, 1989년 8월 14일 ~ )는 세네갈의 축구 선수이다. 현재 소속팀은 첸나이 FC이며, 포지션은 수비수이다

## 클럽 경력
디아네는 세네갈의 AS 제네하시옹 풋에서 축구선수 생활을 시작했으며, 2007년 프랑스 리그 2의 FC 메스로 팀을 옮긴다. 
 처음에는 유소년팀에 소속되어 있었으나 이적 이듬해인 2008년부터는 성인팀에서 플레이 했으며, 2009년 1월 16일 투르 FC와의 경기에서 프로 데뷔 경기를 치렀다. 이후 2012년까지 58경기에 출전해 3골을 기록했다. 
 이후 2012년 1월 6일 독일 분데스리가의 SC 프라이부르크로 이적했고, 13-14시즌까지 57경기에 출장하며 독일에서 플레이 했다. 
 이후 2014년 8월 26일 리그 1의 스타드 렌으로 이적했으며 2015년9월 26일 트루아 AC와의 경기에서는 리그 1 마수걸이 골을 넣기도 했다. 프랑스에서 2015-16시즌까지 플레이하며 35경기에 출장에 5골을 기록한 디아네는 2016년 7월 9일 베르더 브레멘으로 이적하며 다시 분데스리가로 복귀했다.

## 국가대표 경력
디아네는 2016년 5월 28일 르완다와의 경기에서 A매치 데뷔를 했으며 이 경기에서는 세네갈이 2:0으로 승리했다.